# Station Bramhall
Bramhall is een spoorwegstation van National Rail in Bramhall, Stockport in Engeland. Het station is eigendom van Network Rail en wordt beheerd door Northern Rail. Het station is geopend in 1884.